# أحواض بناء السفن الإسرائيلية
أحواض بناء السفن الإسرائيلية (بالعبرية:מספנות ישראל בע"מ) هي شركة إسرائيلية تعتبر من إحدى أكبر منشآت بناء وإصلاح السفن في شرق البحر الأبيض المتوسط. تدير الشركة أيضًا أول ميناء مملوك للقطاع الخاص في إسرائيل. تقع منشآت الشركة في ميناء كيشون (جزء من مجمع ميناء حيفا ) وتشمل منصة نقل جديدة (الرافع المتزامن)، قادرة على رفع ما يصل إلى 3000 طن، أو سفن بطول 100 متر، ورصيف بطول 1000 متر بعمق 12 مترًا.

## التاريخ
تأسست الشركة في عام 1959 من قبل دولة إسرائيل لبناء السفن العسكرية والمدنية على حد سواء، ولتوفير خدمات الترقية الهندسية البحرية والصيانة والإصلاح . في عام 1995، بعد سنوات من الأداء الضعيف والخسائر المستمرة في ظل ملكية الدولة، تمت خصخصة الشركة وبيعها لمجموعة من المستثمرين المحليين الذين أعادوها منذ عام 1998 إلى الربحية.
اليوم، تخضع أحواض بناء السفن الإسرائيلية لسيطرة مجموعة شلومو ( بورصة تل أبيب: SHLD)، وهي مجموعة قابضة يملكها رجل الأعمال شلومو شميلتزر.
في مايو 2013، كشفت أحواض بناء السفن الإسرائيلية عن تصميم «فرقيطة مصغرة» جديدة، فئة ساعر إس-72 ؛ لتقديم فئة جديدة للبحرية الإسرائيلية، والتي تتناسب بين زوارق الصواريخ الحالية من فئة ساعر 4.5، وطرادات من فئة ساعر 5. على مر السنوات قامت أحواض بناء السفن الإسرائيلية ببناء 40 قاربًا صاروخيًا من طراز ساعر، تم تسليم 20 منها إلى البحرية الإسرائيلية. وكان آخر ما تم تسليمه هو زورقان صاروخيان محدثان من فئة ساعر 4.5 هيتز بأسماء آي إن إس حيريف (2002) و آي إن إس سوفا (2003). مع الفرقيطة المصغرة الجديدة ، يأمل حوض بناء السفن في توسيع عروضه لتلبية المتطلبات المتطورة للبحرية الإسرائيلية، وكذلك للعملاء الدوليين في الخارج.

## المنتجات والخدمات

### السفن البحرية

#### قوارب الصواريخ
- زورق ساعر 4 الصاروخي
- زروق ساعر 4.5 الصاورخي
- فرقيطة ساعر 72

#### سفن الدورية البحرية
- سفينة ساعر 62
- OPV 45

زوارق الدورية السريعة
- شلداج

النماذج السابقة
- زوارق دورية تسيفانيت المزعنفة

### سفن تجارية
- زوارق القطر
- شاحنات الصب الجافة

### إصلاح السفن
تتمتع أحواض بناء السفن بالقدرة والخبرة لتصميم وتنفيذ مشروعات مثل:
- إصلاح الأضرار للسفن التجارية
- تجميع سفن الحاويات
- تحويل وتعديل سفن الشحن
- إصلاح وصيانة السفن التجارية والبحرية

### الهياكل الصناعية
تستخدم الشركة مرافقها لبناء وتقديم عمولات غير متعلقة بالسفن؛ تشمل المشاريع المنجزة حديثاً:
- رافعات حاويات فئات باناماكس وبوست باناماكس
- إنشاء الموانئ ومنشآت مناولة البضائع
- أرصفة ورافعات من الصلب لتفريغ الفحم لمحطة توليد الكهرباء في أوروت رابين
- أوعية الضغط الصناعية الكبيرة
- تركيب تخزين وتحميل البوتاس
- الجسور النفاثة للمبنى رقم 3 في مطار بن غوريون الدولي

## قائمة السفن التي بنتها أحواض بناء السفن الإسرائيلية (قائمة جزئية)
| الاسم                         | الفئة                                 | لصالح                                         | انطلقت        | مصيرها                                                                              | صورة |  |
| ----------------------------- | ------------------------------------- | --------------------------------------------- | ------------- | ----------------------------------------------------------------------------------- | ---- |  |
| آي إن إس عتصيون غيفر (بي-51)  | Kishon class landing craft            | سلاح البحرية الإسرائيلي                       | January 1963  | Sold for civilian use in 1984, used as a fishing boat in Eilat                      |      |  |
| آي إن إس ريشف (الشرارة)       | Sa'ar 4-class missile boat            | سلاح البحرية الإسرائيلي Chilean Navy          | February 1973 | Sold to Chile in 1997 as LM-34 Angamos                                              |      |  |
| آي إن إس كيشت (القوس)         | Sa'ar 4-class missile boat            | سلاح البحرية الإسرائيلي Chilean Navy          | October 1973  | Sold to Chile in 1981 as LM-31 Chipana                                              |      |  |
| آي إن إس روماخ (الحربة)       | Sa'ar 4-class missile boat            | سلاح البحرية الإسرائيلي Chilean Navy          | 1974          | Sold to Chile in 1979 as LM-30 Casma                                                |      |  |
| آي إن إس كيدون (الرمح اخفيف)  | Sa'ar 4-class missile boat            | سلاح البحرية الإسرائيلي                       | 1974          | Retired - The old hull sunk as an underwater memorial                               |      |  |
| آي إن إس تارشيش               | Sa'ar 4-class missile boat            | سلاح البحرية الإسرائيلي Chilean Navy          | 1975          | Sold to Chile in 1997 as LM-35 Papudo                                               |      |  |
| آي إن إس يافو (يافا))         | Sa'ar 4-class missile boat            | سلاح البحرية الإسرائيلي                       | 1975          | Retired                                                                             |      |  |
| آي إن إس نيتساخون (النصر)     | Sa'ar 4-class missile boat            | سلاح البحرية الإسرائيلي                       | July 1978     | Redirected to anti-submarine warfare                                                |      |  |
| آي إن إس أتسماؤت (الاستقلال)  | Sa'ar 4-class missile boat            | سلاح البحرية الإسرائيلي                       | December 1978 | Redirected to anti-submarine warfare                                                |      |  |
| آي إن إس موليدت (الوطن)       | Sa'ar 4-class missile boat            | سلاح البحرية الإسرائيلي قوات سريلانكا البحرية | 1979          | Redirected to anti-submarine warfare, sold to Sri-Lanka in 2000 as SLNS Suranimala. |      |  |
| آي إن إس كوميميوت (السيادة)   | Sa'ar 4-class missile boat            | سلاح البحرية الإسرائيلي قوات سريلانكا البحرية | 1980          | Redirected to anti-submarine warfare, sold to Sri-Lanka in 2000 as SLNS Nandimitra  |      |  |
| آي إن إس عليا (العودة للديار) | Sa'ar 4.5-class missile boat          | سلاح البحرية الإسرائيلي                       | July 1980     | Refitted and sold to Mexico in 2004 as ARM Huracán                                  |      |  |
| آي إن إس جيولا (الخلاص)       | Sa'ar 4.5-class missile boat          | سلاح البحرية الإسرائيلي                       | October 1980  | Refitted and sold to Mexico in 2004 as ARM Tormenta                                 |      |  |
| آي إن إس روماح (المطرد)       | Sa'ar 4.5-class missile boat          | سلاح البحرية الإسرائيلي                       | 1981          | Active                                                                              |      |  |
| آي إن إس كيشت (القوس)         | Sa'ar 4.5-class missile boat          | سلاح البحرية الإسرائيلي                       | 1982          | Active                                                                              |      |  |
| آي إن إس شلوميت               | Zivanit class hydrofoils missile boat | سلاح البحرية الإسرائيلي                       | 1983          | Sold for scrap metal in September 1991 due to technical unreliability               |      |  |
| آي إن إس حيتس (السهم)         | Sa'ar 4.5-class missile boat          | سلاح البحرية الإسرائيلي                       | 1991          | Active                                                                              |      |  |
| آي إن إس تارشيش               | Sa'ar 4.5-class missile boat          | سلاح البحرية الإسرائيلي                       | 1995          | Sa'ar 4-class built in 1974 and converted to Saar 4.5 class in 1994, Active         |      |  |
| آي إن إس Kidon (Lance)        | Sa'ar 4.5-class missile boat          | سلاح البحرية الإسرائيلي                       | 1995          | Sa'ar 4-class built in 1974 and converted to Saar 4.5 class in 1994, Active         |      |  |
| آي إن إس Yaffo (Jaffa)        | Sa'ar 4.5-class missile boat          | سلاح البحرية الإسرائيلي                       | 1998          | Sa'ar 4-class built in 1974 and converted to Saar 4.5 class in 1998, Active         |      |  |
| آي إن إس Herev (Sword)        | Sa'ar 4.5-class missile boat          | سلاح البحرية الإسرائيلي                       | 2002          | Active                                                                              |      |  |
| آي إن إس Sufa (Storm)         | Sa'ar 4.5-class missile boat          | سلاح البحرية الإسرائيلي                       | 2003          | Active                                                                              |      |  |
| ΛΣ-060                        | زورق دورية                            | Hellenic Coast Guard                          | December 2003 | Active                                                                              |      |  |
| ΛΣ-070                        | زورق دورية                            | Hellenic Coast Guard                          | February 2004 | Active                                                                              |      |  |
| ΛΣ-080                        | زورق دورية                            | Hellenic Coast Guard                          | April 2004    | Active                                                                              |      |  |
| ARM Huracán                   | Sa'ar 4.5-class missile boat          | Mexican Navy                                  | 2004          | Active                                                                              |      |  |
| ARM Tormenta                  | Sa'ar 4.5-class missile boat          | Mexican Navy                                  | 2004          | Active                                                                              |      |  |
|                               | Bulk freighters                       | A commercial customer                         | 2008          | A 90m long 15m meters wide bulk freighters                                          |      |  |
|                               | Bulk freighters                       | A commercial customer                         | 2009          | Active                                                                              |      |  |
|                               | Bulk freighters                       | A commercial customer                         | 2009          | Active                                                                              |      |  |
|                               | Bulk freighters                       | A commercial customer                         | 2010          | Active                                                                              |      |  |
| SHALDAG MK-II                 | Shaldag class fast patrol boat        | سلاح البحرية الإسرائيلي                       |               | Active                                                                              |      |  |
| SHALDAG MK-III                | Shaldag class fast patrol boat        | سلاح البحرية الإسرائيلي                       |               | Active                                                                              |      |  |
| SHALDAG MK-II                 | Shaldag class fast patrol boat        | قوات غينيا الاستوائية البحرية                 | 2005          | Two Shaldag Mk II fast patrol boats constructed in 2004 and delivered in 2005.      |      |  |
| SHALDAG MK-III                | Shaldag class fast patrol boat        | قوات سريلانكا البحرية                         |               | Active                                                                              |      |  |
| SHALDAG MK-III                | Shaldag class fast patrol boat        | Nigerian Navy                                 |               | Active                                                                              |      |  |
| SHALDAG MK-II                 | Shaldag class fast patrol boat        | Argentine Naval Prefecture                    | 2018          | Active                                                                              |      |  |

## وصلات خارجية
- الصفحة الرئيسية لأحواض بناء السفن الإسرائيلية